# گلوژیه
گلوژیه (به صربی: Gložje) یک روستا در صربستان است که در بوسیلگراد واقع شده‌است. گلوژیه ۳۲۷ نفر جمعیت دارد.